# Dziadowe Kąty (Grywałd)
Dziadowe Kąty – część wsi Grywałd w Polsce, położona w województwie małopolskim, w powiecie nowotarskim, w gminie Krościenko nad Dunajcem.
W latach 1975–1998 Dziadowe Kąty administracyjnie należały do województwa nowosądeckiego.
Zlokalizowana jest na południowych stokach Lubania w Gorcach, w dolinie potoku Dziadowe Kąty (Wąskie). W 1938 r. w cegielni na Dziadowych Kątach odkryto cenne dla nauki szczątki roślin z pliocenu.